# Xã Polk, Quận Monroe, Pennsylvania
Xã Polk (tiếng Anh: Polk Township) là một xã thuộc quận Monroe, tiểu bang Pennsylvania, Hoa Kỳ. Năm 2010, dân số của xã này là 7.874 người.